# Franz Josef Tripp
Franz Josef Tripp (* 7. Dezember 1915 in Essen; † 18. Februar 1978 in Oberstdorf) war ein deutscher Maler, Zeichner und insbesondere Illustrator von Kinderbüchern, darunter einige der erfolgreichsten Kinderbücher im deutschsprachigen Raum. Sein Sohn ist der Künstler Jan Peter Tripp (* 1945).

## Leben und Schaffen
Tripp begann sein berufliches Leben als Journalist und Schriftsteller. Ende der 1930er Jahre begann er damit, die von ihm verfassten Texte mit selbstgefertigten Abbildungen zu ergänzen. Nach dem Ende des Zweiten Weltkrieges entschied er, die grafischen Arbeiten zulasten der schreibenden Tätigkeit in den Vordergrund zu stellen. Er absolvierte bis 1949 eine Ausbildung bei dem Maler und Grafiker Heinrich C. Berann in Innsbruck. Maler war auch sein älterer Bruder Willi Tripp. Anschließend war er als selbstständiger Werbegrafiker tätig. Im Laufe der Zeit fertigte er in zunehmendem Maße auch Buchillustrationen.

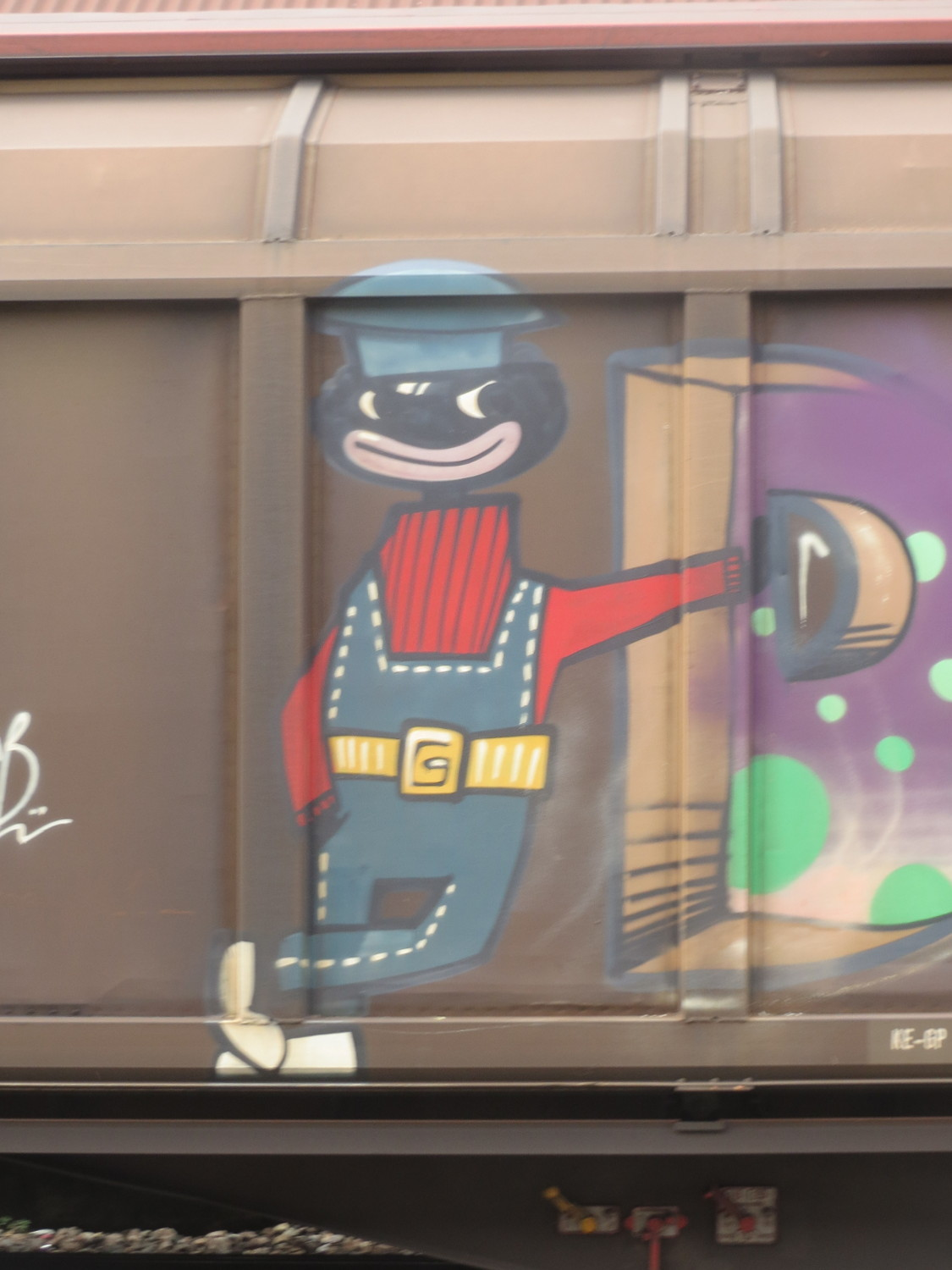
Jim-Knopf-Figur nach Franz Josef Tripp. Graffito an einem Güterwaggon

1960 beauftragte ihn die Verlegerin Lotte Weitbrecht vom Thienemann Verlag mit den Illustrationen für das Kinderbuch Jim Knopf und Lukas der Lokomotivführer von Michael Ende. Diesem folgten weitere Aufträge des Verlages: Neben dem zweiten Band von Jim Knopf bebilderte er viele weitere Kinderbücher, darunter Robbi, Tobbi und das Fliewatüüt von Boy Lornsen, ab 1962 alle drei Bände des Räubers Hotzenplotz und 1966 Das kleine Gespenst, jeweils von Otfried Preußler verfasst. Für den Verlag Ueberreuter (später im Tosa-Verlag) entstanden die Illustrationen zu den Meffi-Bänden von Doris Jannausch und zu dem Buch Williwack von Günter Spang, für den Franz Schneider Verlag zu Felix der Meisterdetektiv von Hans Gustl Kernmayr.

## Werke (Auswahl)

### Eigene Werke
- 1938: Zwischen Meer und Moor.
- 1956: Marco und der Hai: Eine Geschichte aus Sizilien.
- 1973: Als Papas Wurstbude in die Luft ging.
- 1974: Borba und der Bär.

### Illustrationen für andere Autoren
- 1960: Jim Knopf und Lukas der Lokomotivführer von Michael Ende
- 1961: Williwack von Günter Spang
- 1962: Jim Knopf und die Wilde 13 von Michael Ende
- 1962: Das Haus in der Sonnenblumenstrasse von Günter Spang
- 1962: Der Räuber Hotzenplotz von Otfried Preußler
- 1963: Heut spielt Gottlieb Fabelhaft von Günter Spang
- 1963: Hafengasse Nr. 8 von Eva Rechlin
- 1963: Eine Reise um die Erde von Hans Peter Richter
- 1965: Auf vier Pfoten ins Abenteuer von Claude Cénac
- 1966: Das kleine Gespenst von Otfried Preußler
- 1967: Robbi, Tobbi und das Fliewatüüt von Boy Lornsen
- 1967: Linda das Känguru von Günter Spang
- 1968: Das Geheimnis der orangenfarbenen Katze von Otfried Preußler u. a.[2]
- 1969: Neues vom Räuber Hotzenplotz von Otfried Preußler
- 1970: Felix der Meisterdetektiv von Hans Gustl Kernmayr
- 1971: Ich bin der Tankwart August Klatt von Hans-Georg Lenzen
- 1971: Emilio Feuerohr von Sigrid Heuck
- 1971: Die große Schau von Gina Ruck-Pauquèt
- 1971: Meffi, der kleine feuerrote Teufel von Doris Jannausch
- 1972: Meffi lebt sich ein von Doris Jannausch
- 1972: Karl der Dicke und Genossen von Werner Schrader
- 1972: Die Töpfchenhexe von Vera Ruoff
- 1973: Hotzenplotz 3 von Otfried Preußler
- 1973: Meffi spielt verrückt von Doris Jannausch
- 1974: Meffi lacht sich ins Fäustchen von Doris Jannausch
- 1975: Meffi und der Papagei von Doris Jannausch
- 1975: Meffi im Zirkus von Doris Jannausch
- 1975: Vier Kerzen im Dezember von Irmela Brender
- 1975: Der Tag, der mir allein gehört von Irmela Brender
- 1977: Käptn Cobwebb von Gordon Boshell

## Ausstellungen
- 2020: Räuber Hotzenplotz, Krabat und Die kleine Hexe Otfried Preußler – Figurenschöpfer und Geschichtenerzähler Ludwig Galerie Schloss Oberhausen
- 2023: Fantastische Reise mit Jim Knopf, Bastian und Momo. Michael Ende – Bilder und Geschichten Ausstellung in der Ludwig Galerie Schloss Oberhausen.[3]